# Lytorhynchus
Genre
Lytorhynchus est un genre de serpents de la famille des Colubridae.

## Répartition
Les 7 espèces de ce genre se rencontrent le long d'une bande allant du Nord de l'Afrique jusqu'à l'Inde et au Pakistan.

## Description
Les membres de ce genre sont des serpents non-venimeux

## Liste des espèces
Selon The Reptile Database (7 mai 2017) :
- Lytorhynchus diadema (Duméril, Bibron & Duméril, 1854)
- Lytorhynchus gaddi Nikolsky, 1907
- Lytorhynchus gasperetti Leviton, 1977
- Lytorhynchus kennedyi Schmidt, 1939
- Lytorhynchus maynardi Alcock & Finn, 1897
- Lytorhynchus paradoxus (Günther, 1875)
- Lytorhynchus ridgewayi Boulenger, 1887

## Publication originale
- Peters, 1862 : Über die von dem so früh in Afrika verstorbenen Freiherrn von Barnim und Dr. Hartmann auf ihrer Reise durch Aegypten, Nubien und dem Sennâr gesammelten Amphibien. Monatsberichte der Königlich preussischen Akademie der Wissenschaften zu Berlin, vol. 1862, p. 271-279 (texte intégral).